# Das Mädchen aus Hamburg
Das Mädchen aus Hamburg ist ein französisches Filmdrama aus dem Jahre 1958 von Yves Allégret mit Hildegard Knef in der Titelrolle. An ihrer Seite spielt Daniel Gélin die männliche Hauptrolle. Die Geschichte basiert auf einer Idee von José Bénazéraf.

## Handlung
Nach 15 Jahren ist der französische Seemann Pierre mit seinem Schiff erstmals wieder in Hamburg angelandet. Einst war er hier 1943 als Kriegsgefangener in den Hafenanlagen tätig und überlebte die schrecklichen Bombennächte. Jetzt, 1958, ist er mit seinen beiden Kumpels Georges und Jean-Marie auf Landgang und will alte Erinnerungen auffrischen. Diese Erinnerungen haben in erster Linie mit einem Mädchen namens Maria zu tun, einer jungen Frau, die ihm damals so einige Vergünstigungen zukommen ließ. Rückblickend hat Pierre diese alte Liebe verklärt, umso drastischer fällt die ernüchternde Wiederbegegnung aus.
Aus dem jungen Mädel von einst ist eine desillusionierte Frau mittleren Alters geworden, die im Hippodrom auf der Hamburger Amüsiermeile von St. Pauli ihren Lebensunterhalt als Schlammcatcherin verdient. Dennoch kommt es zwischen den beiden zu einem zarten Wiedersehen mit anschließender Liebesnacht. Doch das Glück ist flüchtig und nur von kurzer Dauer. Beide können nicht über ihren Schatten springen und lassen die Chance auf ein erneutes Glück vergehen. Die Folgen sind dramatisch. Am folgenden Morgen wird Pierre von dem Gläubiger eines seiner Kameraden auf der Straße niedergestochen und verblutet, woraufhin Maria, die glaubt, ihr Liebhaber habe sie für immer verlassen, sich mit einer Überdosis Schlaftabletten umbringt.

## Produktionsnotizen
Das Mädchen aus Hamburg entstand zwischen dem 8. April und dem 6. Juni 1958 vor Ort in Hamburg (Außenaufnahmen) und wurde am 13. August 1958 in Paris uraufgeführt. Die deutsche Erstaufführung fand am 3. Oktober 1958 im Passage-Kino in Hamburg statt.

## Kritiken
Paimann’s Filmlisten resümierte: „Eine ausweglos pessimistische Fabel, die eingehende Seelenschilderung und stimulierende Milieupassagen zu breit werden ließen. Sie ist gut aber zu lang ausgespielt.“

„Drama nach dem Vorbild von ‚Hafen im Nebel‘, ärgerlich in der Vulgarität der (Bild-)Sprache und der Aneinanderreihung spekulativer Szenen.“